# Vliegdekschip

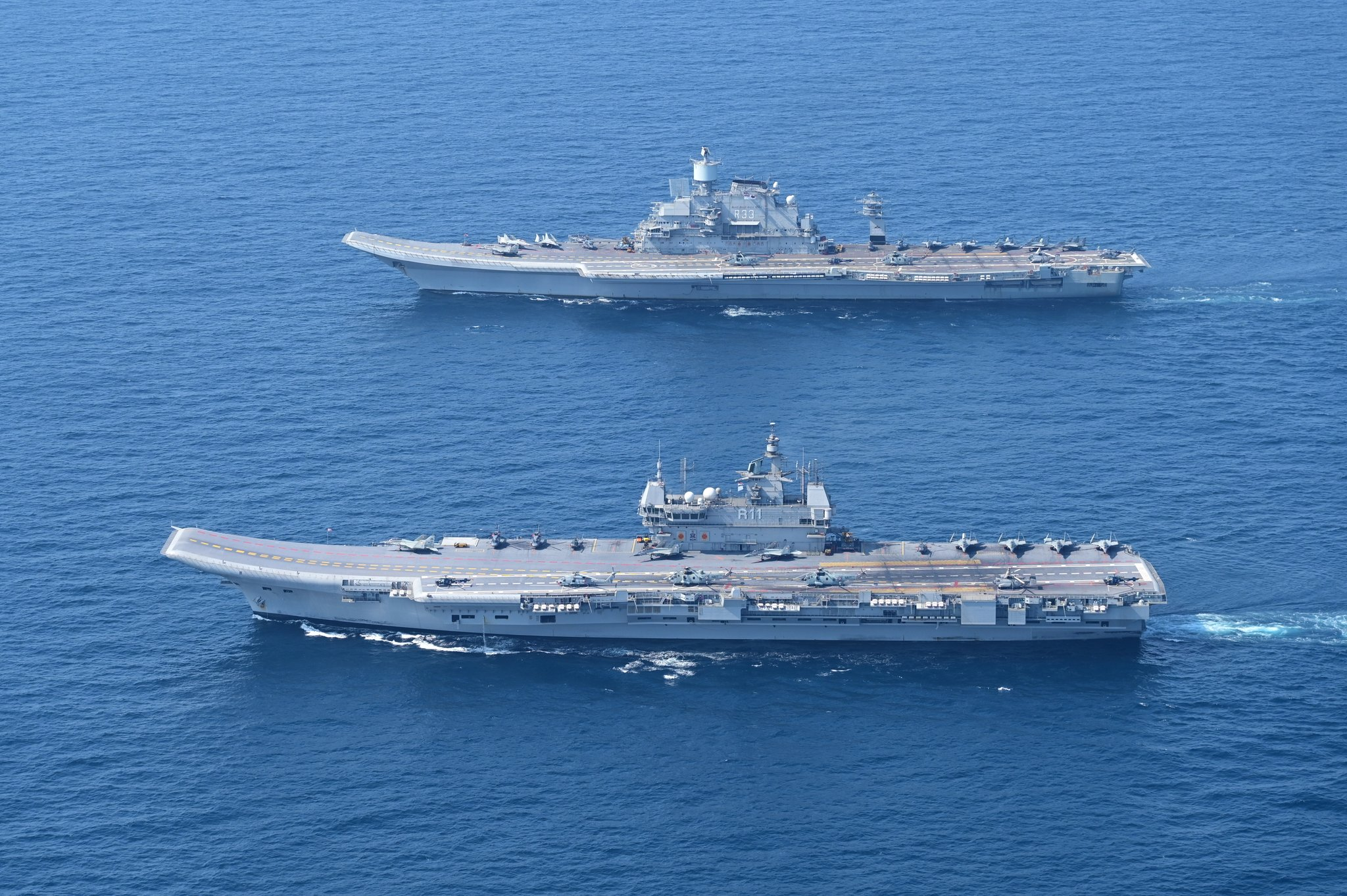
De INS Vikrant naast de INS Vikramaditya

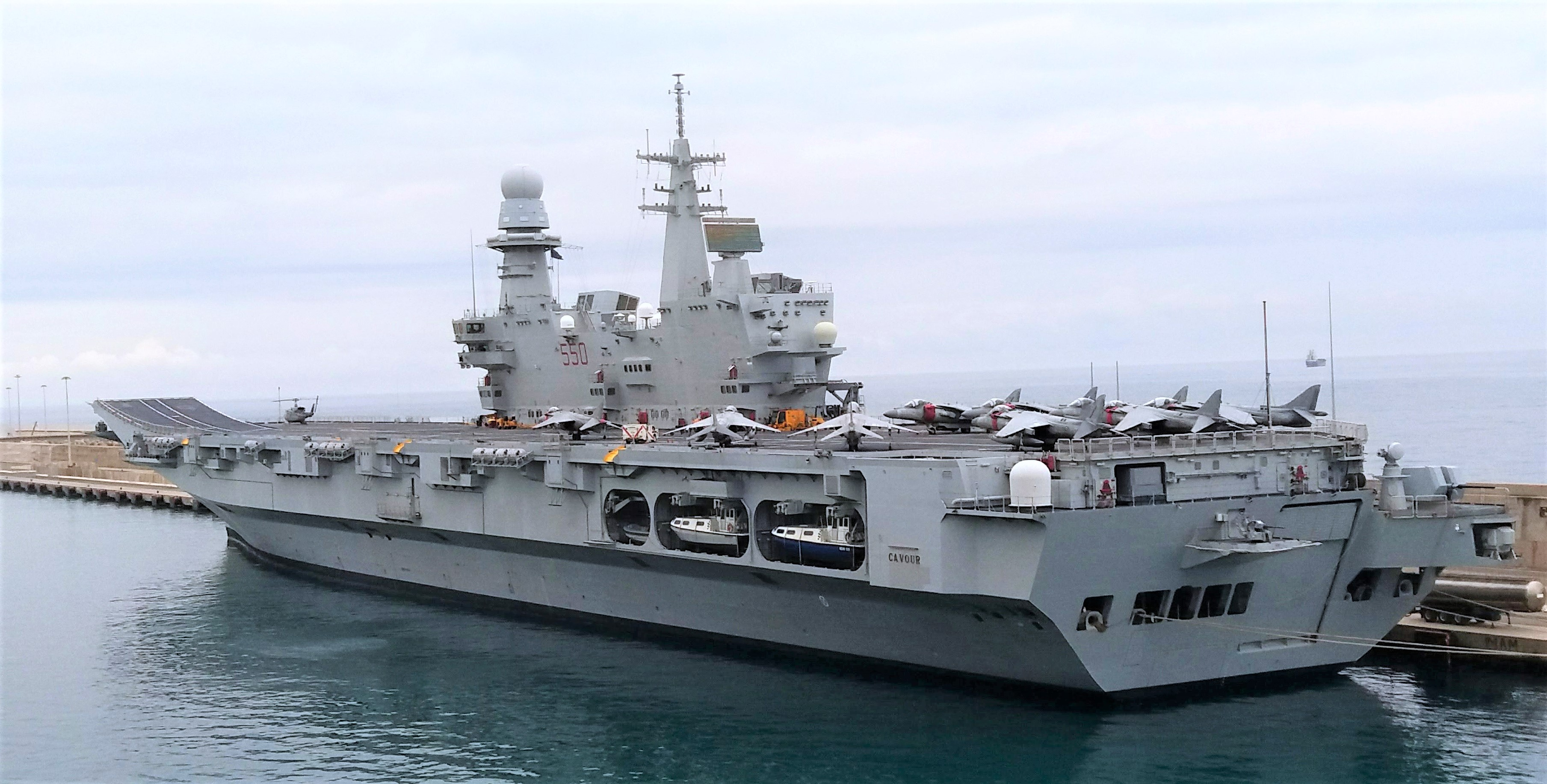
De Italië Cavour

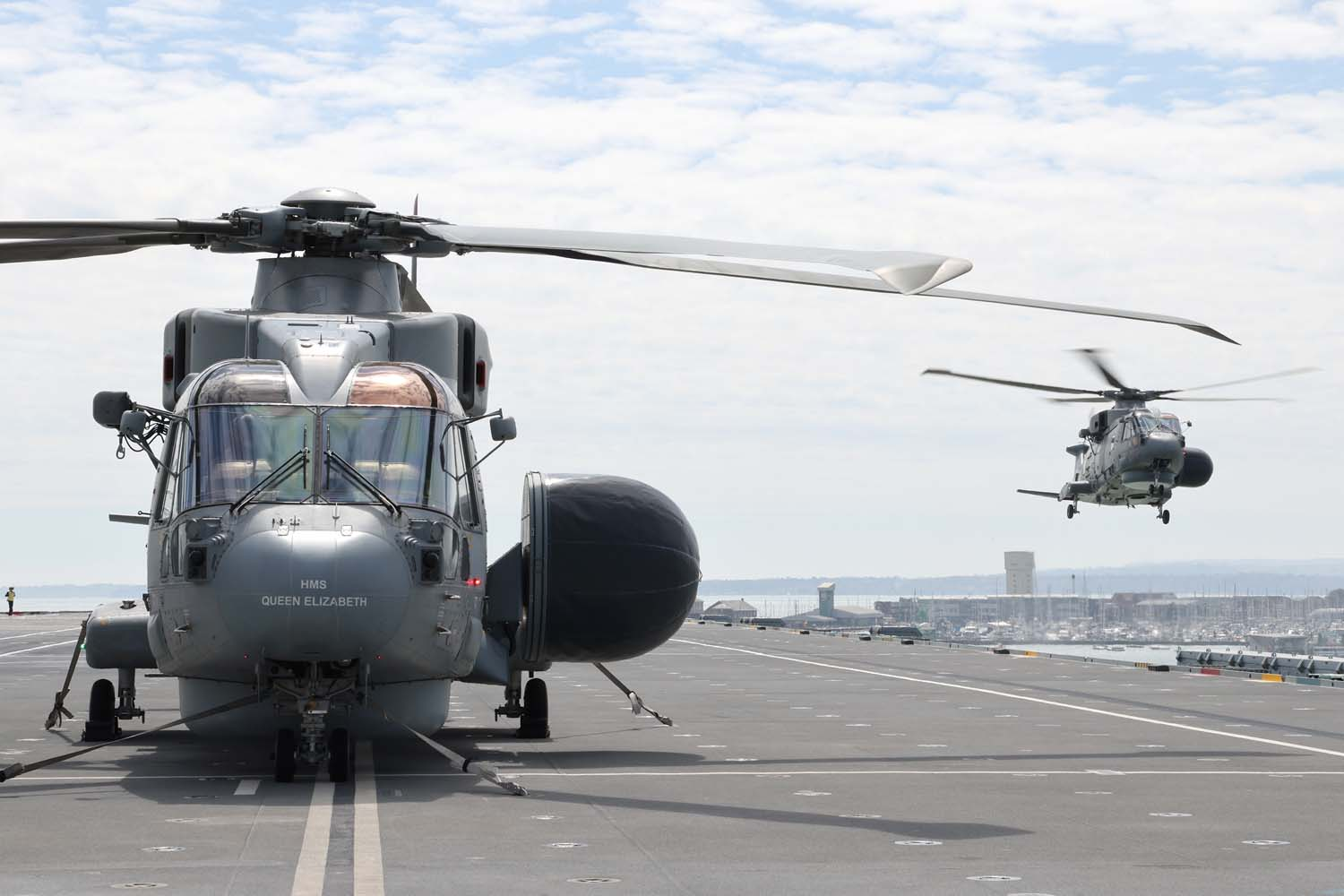
Een AEW helikopter van het vliegdek

Een vliegdekschip of vliegkampschip is een oorlogschip dat is ingericht voor het vervoer, onderhoud en gebruik van vliegtuigen.
Vliegdekschepen variëren van ongeveer 10.000 tot 78.000 ton waterverplaatsing (leeg) en tellen 500 tot circa 5000 manschappen bemanning. De grootste zijn ware varende dorpen en voeren een luchtgroep mee die in slagkracht de luchtmacht van een klein land overtreft.
Het opvallendst aan dergelijke schepen is het vlakke dek dat van voor- tot achtersteven doorloopt en het brug- of eilandcomplex aan stuurboordzijde. Naargelang het type vliegtuig dat aan boord wordt meegenomen spreekt men soms van aanvals-, antionderzeeboot- of escortevliegdekschip. Meestal wordt echter een combinatie van verschillende typen vliegtuigen meegenomen.

## Geschiedenis
Al voor de Eerste Wereldoorlog werd er geëxperimenteerd met het starten van watervliegtuigen vanaf schepen. Tijdens de Eerste Wereldoorlog verschenen de eerste schepen die enkele toestellen konden meenemen. Deze vliegtuigmoederschepen zetten watervliegtuigen met een kraan over boord, waarna ze vanaf het water startten. Vanaf 1918 waren het aanvankelijk de Britten die de techniek van het starten en landen op dekken beoefenden en de eerste vliegdekschepen bouwden, spoedig gevolgd door de Amerikanen en de Japanners. Vooral de laatsten hadden veel belangstelling voor dit type schip. De Japanners namen ook de ontwikkeling van marinevliegtuigen serieus ter hand.
Duitsland was in 1935 begonnen aan zijn eerste vliegdekschip, de Graf Zeppelin, maar voltooide die nooit. Een zusterschip, Flugzeugträger B, werd zelfs nooit te water gelaten.
Frankrijk had vanaf 1927 de Béarn, een verbouwd slagschip uit 1914, dat vooral een experimentele status had. In 1940 werd het geïnterneerd in Martinique, in 1943 overgedragen aan de Vrije Fransen en nog gebruikt als transportschip.

## In de Tweede Wereldoorlog
Vliegdekschepen hebben een belangrijke rol gespeeld in de Tweede Wereldoorlog. De Slag bij Tarente en later de aanval op Pearl Harbor toonden al de kracht van het marine-luchtwapen. Voor deze oorlog, werden vliegdekschepen alleen als verkenners en niet als aanvallers gebruikt. De Japanners waren de eersten die dit deden, bij Pearl Harbor. Ook bij de jacht op het Duitse slagschip Bismarck speelden vliegdekschepen een grote rol. De ondergang van de Britse slagschepen Repulse en Prince of Wales, op 10 december 1941, markeerde definitief het einde van de traditionele zeeoorlog, die met kanonnen werd uitgevochten.
In twee opeenvolgende zeeslagen, in de Koraalzee en bij Midway in 1942, was er nooit direct contact tussen de vloten van de strijdende partijen. Beide zeeslagen werden met vliegdekschepen uitgevochten en vormden het keerpunt in de oorlog tussen Japan en de Verenigde Staten. Tijdens de laatste zeeslag werden vier Japanse vliegdekschepen tot zinken gebracht door Amerikaanse vliegtuigen.
Omdat het belang van vliegdekschepen zo groot was, werden tijdens de oorlog vele koopvaardijschepen, kruisers en slagschepen verbouwd tot vliegdekschip. De Royal Navy voorzag zo aanvankelijk een stuk of twintig koopvaarders snel van een vliegdek en een kleine hangar voor drie tot vier vliegtuigen. Dit waren de Merchant Aircraft Carriers (MAC), die onder civiele vlag bleven varen. Later werden koopvaarders volledig verbouwd tot vliegdekschip en voeren als escort-carriers tot het einde van de oorlog onder de vlag van de marine. Door het gebrek aan "echte" vlootvliegdekschepen en de traagheid waarmee de in allerijl gelanceerde bouwprogramma's schepen opleverden zijn deze schepen op alle belangrijke fronten ingezet. Aan het einde van de Tweede Wereldoorlog hadden de Britten zo'n vijftig vliegdekschepen in gebruik en de Amerikanen ongeveer honderd.
Er werden, zowel in het Verenigd Koninkrijk als in de VS, diverse bouwprogramma's voor nieuwe vliegdekschepen gelanceerd. Kort voor de oorlog waren de Britten al begonnen aan de bouw van de Illustrious-klasse (6 schepen) en tijdens de oorlog gaf de Royal Navy opdracht tot de bouw van de Colossus (10 schepen), Majestic (6), Centaur- (8), Audacious- (4) en Gibraltar- (3) klassen. De United States Navy bouwde de Essex- (24 schepen) en Midway- (3) klassen en had plannen voor supervliegdekschepen van de United States-klasse. In 1949 echter, vijf dagen na de kiellegging van het eerste schip, werd dit project geannuleerd.
In het Verenigd Koninkrijk zijn alleen de schepen van de Illustrious- en Colossus-klassen nog voor het eind van de oorlog voltooid. In 1945 werd de Gibraltar-klasse geannuleerd, terwijl de bouw aan de andere schepen werd stopgezet. Na hervatting van de bouw werden vijf schepen van de Majestic-klasse aan het buitenland verkocht. Het zesde werd gebruikt voor reserveonderdelen. Van de Centaur- en Audacious-klassen werden nog 4 resp. 2 eenheden geannuleerd. Pas in de jaren vijftig werden deze schepen voltooid, de Hermes (Centaur-klasse) zelfs pas in 1959 volgens een drastisch gewijzigd ontwerp.
De Amerikanen experimenteerden zelfs met vliegdekschepen van ijs en zaagsel, maar er werd er nooit een echt gebruikt.

## Na de Tweede Wereldoorlog
Overtuigd door het belang van vliegdekschepen namen na de Tweede Wereldoorlog diverse landen dergelijke schepen in gebruik: Canada (1946-1970), Australië (1948-1982), Nederland (1946-1968), Argentinië (1958-1985), Frankrijk (1945), Spanje (1967), Brazilië (1956) en India (1957). Meestal werden daarvoor overtollige Britse of Amerikaanse schepen aangeschaft. De vier eerst genoemde landen hebben hun vliegdekschip inmiddels weer afgedankt.
Spanje heeft in 1988 een vliegdekschip van eigen ontwerp (Principe de Asturias) in gebruik genomen ter vervanging van het oorspronkelijke (Dédalo). Brazilië en India hebben hun, oude, schepen inmiddels vervangen door een voormalig Frans (Foch, nu varend als São Paulo) en Brits (HMS Hermes, nu varend als Viraat) schip. India zal dat schip binnen enkele jaren wederom vervangen door een schip van eigen ontwerp, dat in 2005 op stapel is gezet.
Sinds 1985 respectievelijk 1997 beschikken ook Italië (Giuseppe Garibaldi) en Thailand (Chakri Naruebet) over hun eerste vliegdekschip. De Chakri Nareubet is gebouwd in Spanje, volgens een verkleind ontwerp van de Principe de Asturias. De Volksrepubliek China heeft sinds 2012 haar eerste vliegdekschip (Liaoning) in dienst, een gerenoveerd Sovjetmodel.
De Sovjet-Unie nam pas vrij laat haar eerste vliegdekschip in gebruik: omstreeks het midden van de jaren zeventig. Dit type had, in tegenstelling tot wat gangbaar was, geen lanceerinrichting of vangkabels (benodigd bij het landen) en was beperkt tot verticaal startende en landende vliegtuigen. In dat opzicht leken de Sovjetschepen nog het meest op de Britse vliegdekschepen van de Invincibleklasse. Ze onderscheidden zich daarvan (en van andere vliegdekschepen) door hun grote arsenaal aan diverse typen raketten. Het einde van de Koude Oorlog maakte tevens een einde aan het Sovjetprogramma voor vliegdekschepen: bestaande eenheden werden verkocht of gesloopt en in aanbouw zijnde schepen zijn nimmer voltooid. Eén schip, de Admiraal Koeznetsov, enige schip in de Admiraal Koeznetsov-klasse, wordt nog gebruikt voor vlagvertoon. Er zijn al vele jaren plannen voor de bouw van een nieuwe generatie vliegdekschepen, waarvan twee voor de Noordelijke Vloot en twee voor de Pacifische Vloot. De productie hiervan had in 2010 moeten starten en binnen 6 jaar voltooid moeten zijn. Anno 2016 is deze ontwikkeling niet gestart.
De Royal Navy maakte in de jaren zestig nog plannen voor een, in grootte met de Amerikaanse Forrestalklasse vergelijkbaar, vliegdekschip dat de te kleine eenheden van de Centaurklasse en de Audaciousklasse zou vervangen. Door bezuinigingen werden de plannen echter diverse malen gewijzigd en wat resteerde was een ontwerp voor een klein (16.000 ton) vliegdekschip dat primair voor anti-onderzeeboothelikopters gebruikt zou worden. De gangbare middelen voor gevechtsvliegtuigen, zoals vangkabels en lanceerinrichting, ontbraken in dit schip. Met een variant van het Harriergevechtsvliegtuig zou het schip overigens wel op beperkte schaal luchtverdedigingstaken kunnen uitvoeren. Vanaf 1981 werden drie schepen van deze Invincible-klasse in gebruik genomen. Door een late ontwerpwijziging, namelijk de toevoeging van een zogenaamde ski-jump, is de bruikbaarheid van de Harriers toegenomen. De Invincible heeft, met inbegrip van de ski-jump, model gestaan voor de vliegdekschepen van Spanje, Thailand en Italië en tevens het nieuwste Indiase ontwerp beïnvloed. De Royal Navy plant om de Invincible-klasse tegen 2020 te vervangen door twee vliegdekschepen van de Queen Elizabethklasse.
Vliegdekschepen van de Amerikaanse marine zijn veel groter dan die van andere landen en kunnen tot circa 100 vliegtuigen aan boord meenemen. In 1961 nam de Amerikaanse marine haar eerste door kernenergie aangedreven vliegdekschip (Enterprise) in gebruik. Vanaf 1970 zijn alle nieuwe vliegdekschepen nucleair aangedreven. Alleen Frankrijk heeft het aangedurfd eveneens een nucleair vliegdekschip (MN Charles de Gaulle) te bouwen (2001). Het voordeel van nucleaire aandrijving is dat het schip vrijwel onbeperkt in de vaart kan blijven zonder dat er gebunkerd hoeft te worden. In oorlogstijd kan dat zeer belangrijk zijn.
Vanaf de jaren zestig verschijnen kleine vliegdekschepen voor amfibische oorlogvoering. Hierbij ontbreken hoekdek, lanceerinrichting en vangkabels. Zij zijn beperkt tot het gebruik van (transport-) helikopters. Wel bieden zij accommodatie voor een bataljon mariniers. Door het gebruik van verticaal startende en landende vliegtuigen (van het Harriertype) krijgen die schepen echter wel extra mogelijkheden. Groot-Brittannië richtte in het begin van de jaren zestig eerst twee schepen van de Centaur-klasse voor dit doel in en noemde het "commando-carriers". Rond 1970 werden zij weer uit de vaart genomen. De US Navy bouwde in de jaren zestig eerst de Iwo Jima-klasse voor dit doel en vanaf de jaren zeventig eerst de Tawara- en later de Wasp-klasse. Tegenwoordig hebben de VS een dozijn van dit soort schepen. Sinds 1998 beschikt het Verenigd Koninkrijk over de HMS Ocean. Frankrijk heeft drie schepen en Spanje heeft bouwplannen.

## Kenmerken

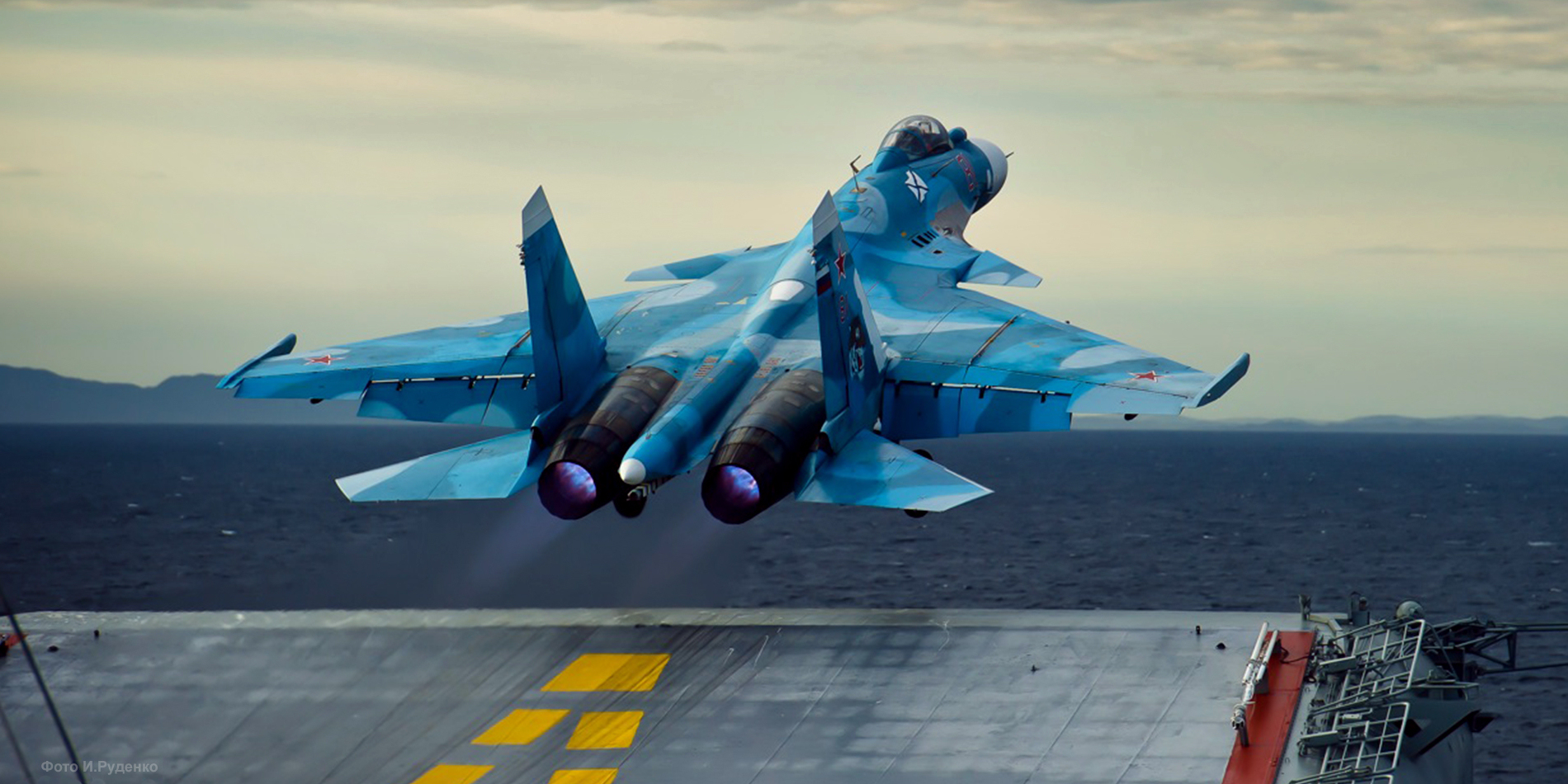
Soe-33 vertrekt met springschans.

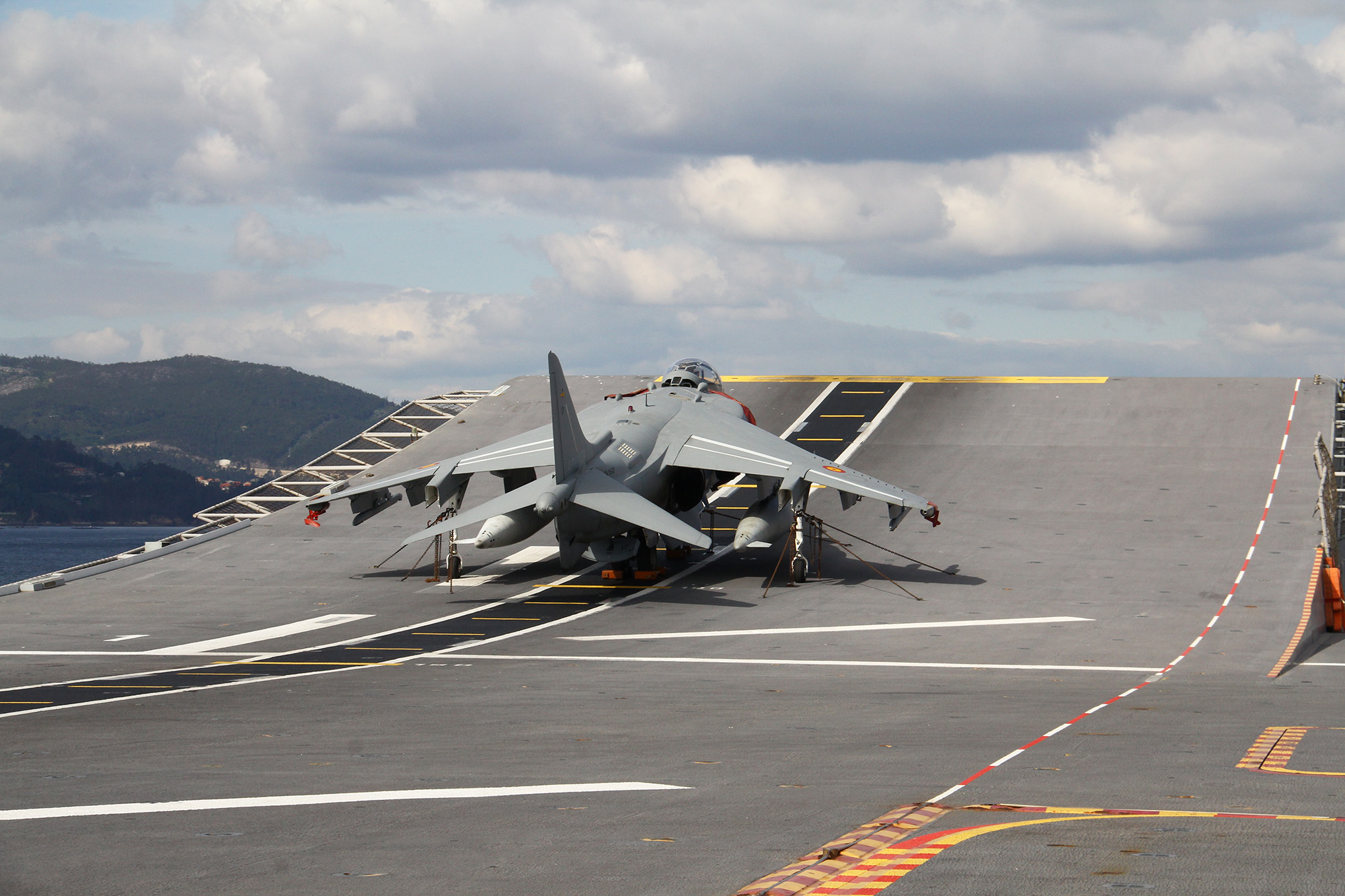
Helikoptercarrier heeft ook springschans.

De Britse marine bouwde eind jaren zeventig, begin jaren tachtig, drie lichte vliegdekschepen van de Invincible-klasse. Deze schepen waren geoptimaliseerd voor het Sea Harrier jachtvliegtuig en ontberen katapult en vangkabels. Het Harriertype kan verticaal starten en landen, maar ook gebruikmaken van een korte aanloop. Daartoe is aan boord van deze schepen een zogenaamde ski-jump, of springschans, aangebracht. Chinese, Spaanse, Italiaanse, Thaise, Turkije en Indiase vliegdekschepen beschikken ook over deze voorziening.

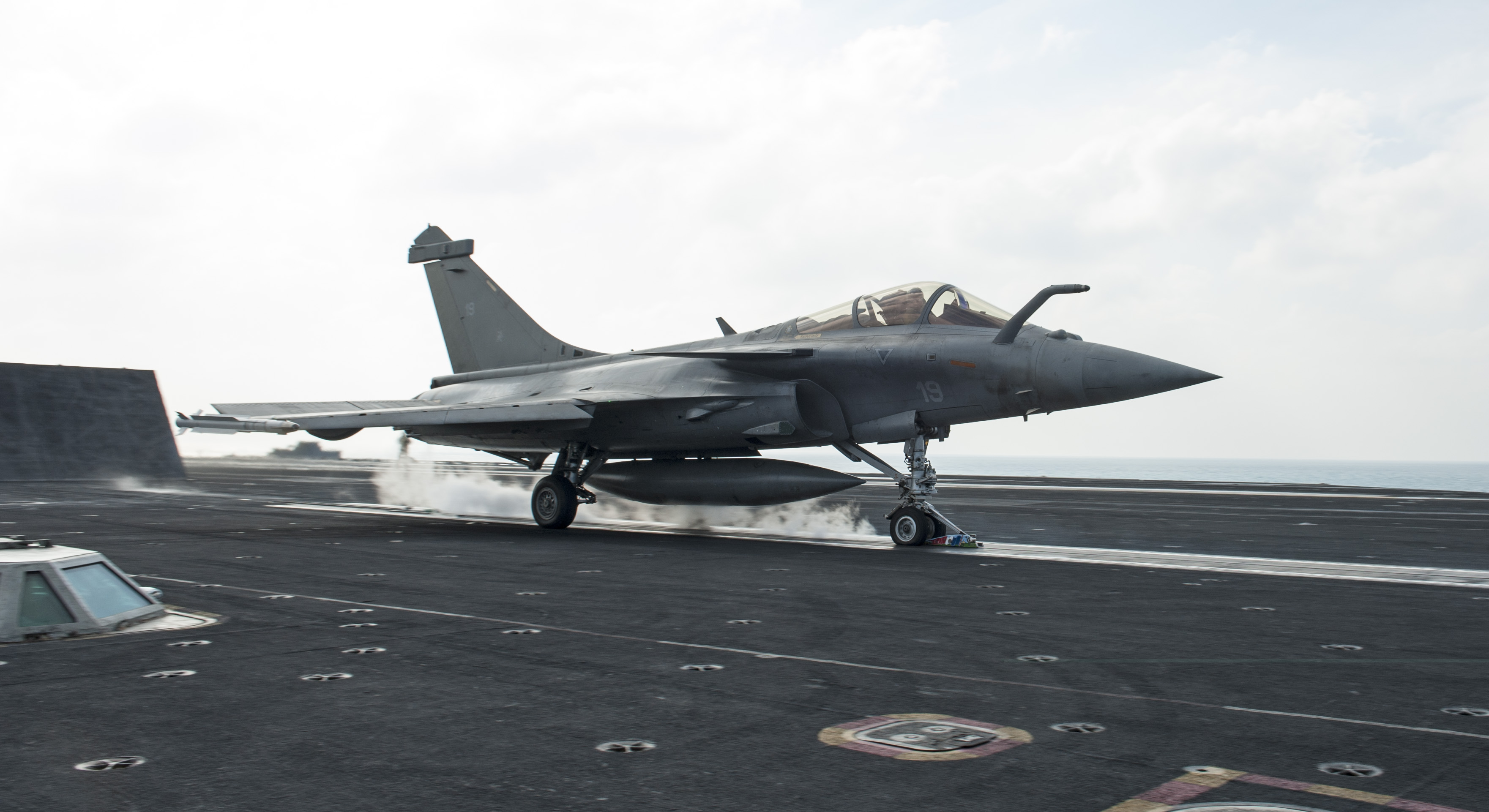
Dragers met lanceerinrichting zijn beperkt tot dragers met vangkabels.

Een vliegdekschip heeft een aantal voorzieningen die het mogelijk maken met vliegtuigen te werken:
- Een hoekdek: een verbreding van het vliegdek over bakboord waardoor een landingsbaan schuin over het dek aangebracht kan worden. Hierdoor blijft het voorste deel van het dek vrij voor het starten of parkeren van vliegtuigen en kan een landend vliegtuig, na missen van de vangkabel een veilige doorstart maken zonder in de geparkeerde vliegtuigen terecht te komen.
- Vangkabels, meestal vier, dwarsgespannen over het dek, waaraan een haak van een landend vliegtuig zich vastgrijpt en daarmee tot stilstand komt. Zo'n vangkabel loopt naar een apparaat dat de arrester gear engine wordt genoemd. De arrester gears voor bijna alle vliegdekschepen die de laatste 20 jaar in dienst genomen werden (door de VS en Frankrijk), zijn door een Nederlands bedrijf gebouwd.
- Een lanceerinrichting, waarmee vliegtuigen over een korte afstand een grote versnelling krijgen. Vroeger werd gebruikgemaakt van een mechanisch-hydraulische inrichting, na de Tweede Wereldoorlog van stoomturbines. Men spreekt ook wel van stoomkatapult. Inmiddels komt de elektromagnetische katapult in de belangstelling.

## Nederland

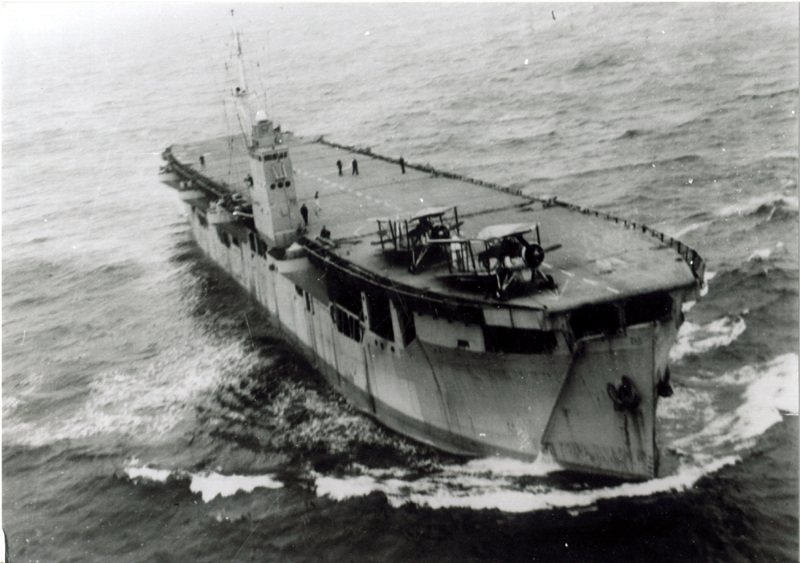
Nederlands vliegdekschip Macoma

Tijdens de Tweede Wereldoorlog voeren twee MAC-schepen van de Shell-groep onder Nederlandse (civiele) vlag, de Gadila en de Macoma. Hierop waren vliegtuigen en personeel van het Brits-Nederlandse squadron 860 geplaatst. In 1946 kreeg de Koninklijke Marine voor het eerst een eigen vliegdekschip, de escorte-carrier Nairana, die voor een periode van 2 jaar gehuurd werd van de Royal Navy. Het schip werd herdoopt in Hr.Ms. Karel Doorman en bood plaats aan ca. 20 vliegtuigen. In 1948 werd een vliegdekschip uit de Colossusklasse, HMS Venerable, overgenomen van Engeland en eveneens Karel Doorman genoemd. Van 1955-1958 werd het verbouwd, waarbij onder meer een hoekdek werd aangebracht. In 1968 werd het verkocht aan Argentinië.
Voor gebruik door de Rotterdamse universiteit werd in 1966 de Seven Seas gekocht, een schip dat voorheen onder de naam USS Long Island als escortcarrier was gebruikt. Het was toen al wel omgebouwd tot koopvaardijschip. De Seven Seas werd tot 1971 als studenten- en tot 1977 als migrantenhostel gebruikt. Daarna werd het in België gesloopt.
Vrij recent is er nog gespeculeerd over de aanschaf van een helikoptercarrier door de marine, zo ook bepleit in een rapport van instituut Clingendael in 2004. Dit voorstel is niet overgenomen door het ministerie van defensie. In 2017 zorgde de partij VNL (Voor Nederland) voor een kleine opschudding in de marinewereld. Deze partij wou namelijk naast vijf miljard extra voor defensie ook een nieuw vliegdekschip inkopen. Deze droom is nooit uitgekomen, helemaal nadat de partij op 17 juni 2017 werd opgeheven. Vooralsnog wordt het idee om een Nederlands vliegdekschip te water te laten nooit vergeten.